# 高铭暄
高铭暄（1928年5月24日—），浙江玉环人，中华人民共和国法学家、法学教育家；中共党员，现任北京师范大学刑事法律科学研究院名誉院长、博士生导师、中国人民大学法学院荣誉一级教授等职，亦是中国刑法学专业首位博士研究生导师。
曾任中国人民大学法律系主任、法学院院务委员会主任，国务院学位委员会学科评议组成员、法学组召集人，中国法学会副会长、中国法学会刑法学研究会会长、国际刑法学协会副主席暨中国分会主席等职。
2019年9月，高铭暄在北京获授“人民教育家”国家荣誉称号与“最美奋斗者”個人称号。

## 生平
1928年（民国17年）5月24日，高铭暄生于浙江玉环鲜迭村，父亲曾担任浙江省高等法院审判官、杭州地方法院推事。高幼年隨祖母生活，小學畢業後后考入温州瓯海中学（今溫州市第四中學）；1944年（民國33年）春，入讀溫州中學高中部。
1947年（民国36年），高铭暄考入国立浙江大学法学专业；1949年5月，中共領導的解放軍入主杭州，高利用暑假參與了中共杭州市委組織的青年幹部學校課程；同年9月，浙江大學法學院停辦，高经老师李浩培推荐转入北京大学法律系三年级，并于1951年8月毕业；同年成为中国人民大学第二届研究生，并于1953年7月毕业留校刑法教研室任教。1954年10月，高被抽调至全国人大常委会刑法起草班子，自此参与刑法起草，前后共经38稿25年，并最终在1979年7月1日五届人大二次会议上迎来《中华人民共和国刑法》审议通过。1956年，高被評爲講師。
1978年7月，中国人民大学恢复办学，高铭暄返岗执教；1980年5月，被評爲副教授；1983年5月，晉升爲教授；1981年7月，高所著《中华人民共和国刑法的孕育和诞生》出版，反响高涨；1982年，司法部协同教育部召集高在内的12位刑法学专家召开刑法学教材统编研讨会，同年年底，中国首部统编刑法教科书《刑法学》成书，此后高又主编了中华人民共和国首部刑法学研究生教科书《刑法专论》；1984年1月，高經國務院學位委員會批准成爲中華人民共和國首位刑法學專業博士研究生導師。
1999年至2009年，国际刑法学协会连续选举高担任两届副主席，并在其卸任协会副主席后随即聘请他为协会名誉副主席至今。
2002年12月28日，“高铭暄刑法学发展基金”在中國人民大學成立；2023年4月7日，高铭暄学术馆在浙江省玉环市开馆。

## 著作
高铭暄有专著6部，主编、参与著述100余部，论文300余篇。
| 著作或著述                                 | 首次出版时间 | 出版社                 |
| ------------------------------------------ | ------------ | ---------------------- |
| 《中华人民共和国刑法的孕育和诞生》         | 1981年       |                        |
| 《刑法总则要义》                           |              | 天津人民出版社         |
| 《刑法学》                                 | 1982年       | 北京大学出版社         |
| 《中国刑法学》                             | 1989年       |                        |
| 《新中国刑法科学简史》                     | 1993年       |                        |
| 《刑法问题研究》                           | 1994年       | 法律出版社             |
| 《刑法学原理（三卷本）》                   | 1994年       | 中国人民大学出版社     |
| 《高铭暄自选集》                           | 2007年       | 中国人民大学出版社     |
| 《中国区际刑法与刑事司法协助研究》         | 2000年       | 方正出版社             |
| 《21世纪刑法学新问题研讨》                 | 2001年       | 中国人民公安大学出版社 |
| 《刑法热点疑难问题探讨》                   | 2002年       | 中国人民公安大学出版社 |
| 《刑法肄言》                               | 2004年       | 法律出版社             |
| 《新编中国刑法学》                         | 2004年       | 中国人民大学出版社     |
| 《刑法论丛》                               | 2006年       | 法律出版社             |
| 《中华人民共和国刑法的孕育诞生和发展完善》 | 2012年       | 北京大学出版社         |
| 《刑法续言——高铭暄刑法学文集》             | 2013年       | 福建教育出版社         |

## 荣誉
- 中华人民共和国
  - 中国人民大学 荣誉教授（2005年授予）
  - 中国人民大学 荣誉一级教授（2009年授予）[2]
  - “人民教育家”国家荣誉称号（2019年9月17日授予）[2][8]
  - “最美奋斗者”荣誉称号（2019年9月26日授予）[3][2]
- 日本
  - 早稻田大学 荣誉博士（2016年11月授予[5]）
- 国际组织
  - 国际社会防卫协会切萨雷·贝卡里亚奖（2015年4月15日授予[8]）

## 争议
高铭暄曾在沈阳刘涌案、嫖宿幼女罪存废问题中发表过一些争议观点，并因此在网络上遭中国大陆某些网民批评。1997年，他曾参与嫖宿幼女罪的立法。在中国法律中，属限制行为能力的未满14岁女童却被他与其他立法者认为具有从事性交易的能力。他曾回忆“考虑到嫖宿幼女罪中的幼女有卖淫的行为，与强奸罪中的受害人相比，二者是有一定区别的，对嫖宿幼女行为单独定罪并规定独立的法定刑比较妥当。”此类案件中的受害女童身份被他与其他立法者，由强奸案受害人转化为雏妓。在中国各地社会嫖幼成风背景下，强迫、引诱幼女卖淫案件此起彼伏，引发社会舆论关注。2008年起，两会参与者开始持续在司法层面推动废除嫖宿幼女罪，至2015年被废除。2012年7月11日，高铭暄接受《检察日报》采访时，“被嫖宿幼女”仍被他视为参与“客观上存在”的“地下性交易”的雏妓，认为对她们的歧视来自“传统社会文化心理”，而非嫖宿幼女罪。他强调“嫖宿幼女罪其实体现了对幼女的特殊保护”。指中国民众“不要基于情绪，期待对嫖宿幼女者一概处以死刑”，亦“不要迷信死刑”可以杜绝嫖幼现象。